# Warung Pojok (Muara Kemumu)
Warung Pojok is een bestuurslaag in het regentschap Kepahiang van de provincie Bengkulu, Indonesië. Warung Pojok telt 691 inwoners (volkstelling 2010).